# Palais de Vix
Pour les articles homonymes, voir Vix.
Le Palais de Vix est un grand bâtiment public à abside daté du Hallstatt final (fin du VIe siècle av. J.-C.) et dont les vestiges ont été découverts en 2002. Il se trouve dans la commune de Vix, dans le département français de la Côte-d'Or, en Bourgogne-Franche-Comté, sur un territoire jadis occupé par le peuple gaulois des Lingons.

## Situation

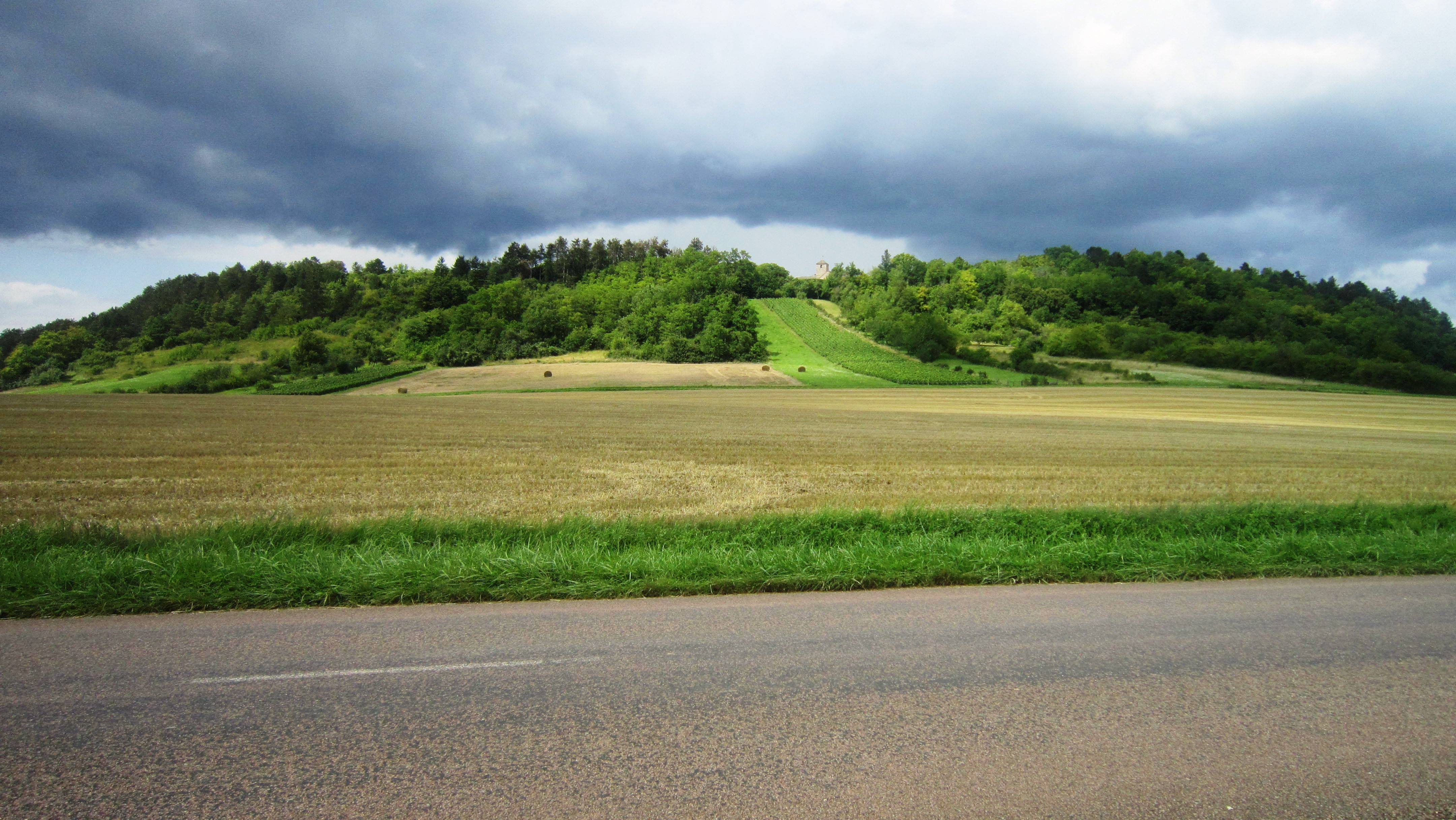
Le mont Lassois

Situé près de Châtillon-sur-Seine dans le pays gaulois des Lingons, le mont Lassois est une butte-témoin fortifiée et peuplée qui domine d'une centaine de mètres le site de la tombe de Vix. On y différencie deux parties, le mont Roussillon au sud et le mont Saint-Marcel, un peu plus élevé, au nord.
Le site, daté du VIe siècle av. J.-C. (Hallstatt final), pouvait surveiller un itinéraire antique passant dans la vallée de la Seine.

## Historique des fouilles
À partir de 2002, de nouvelles fouilles sur le mont Saint-Marcel, partie sommitale du mont Lassois, débouchent sur la découverte des vestiges d'un grand bâtiment, considéré d'abord comme un palais en relation avec la Dame de Vix, mais qui s'est avéré être un édifice public ayant les fonctions d'une basilique. Il est situé dans un ensemble de constructions organisé, phénomène nouveau à cette époque dans le monde celtique. Ce site semble avoir été ensuite abandonné à la période laténienne, tandis que subsistait celui de Vertillum, distant d'environ 20 km.
Ces fouilles ont été menées chaque été par des équipes archéologiques allemandes (université de Kiel et de Stuttgart), autrichiennes (université de Vienne), françaises (université de Bourgogne) et suisses (université de Zurich) coordonnées par Bruno Chaume. Elles ont permis de dégager un rempart périphérique imposant ceinturant la base du mont et ouvert au nord vers le lit de la Seine, ainsi qu’une probable exploitation agricole en plaine, à proximité du lieu de découverte du cratère de Vix et d'un sanctuaire déjà identifié et fouillé. À partir de 2003, les campagnes ont été consacrées à l’étude du rempart périphérique du plateau du mont Lassois.

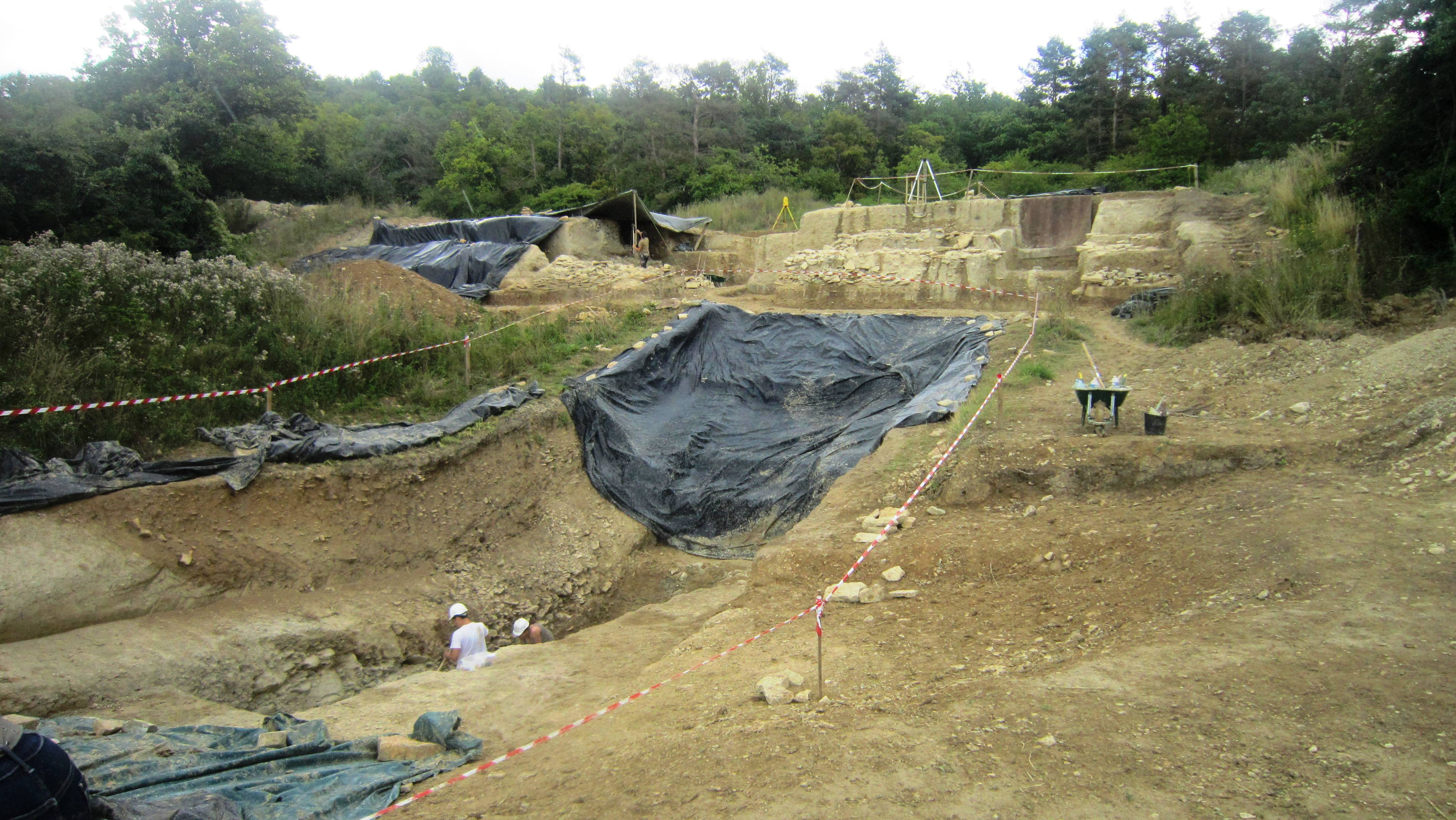
Les fouilles en 2014 au niveau de la porte ouest du rempart.
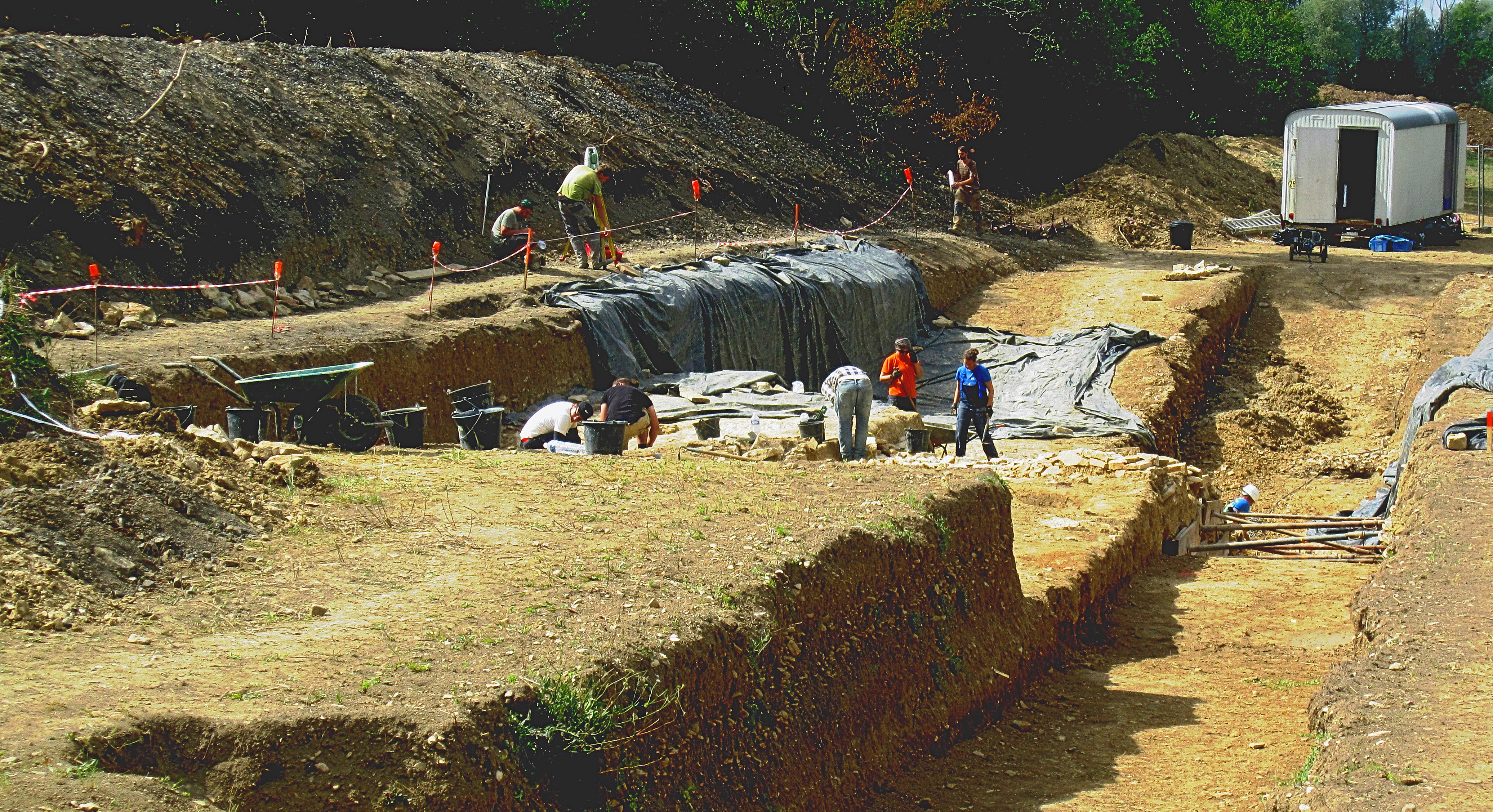
Les fouilles en 2017 sur le versant nord (accès du mont à la Seine).

## Description
Plusieurs niveaux de remparts ont été identifiés, dont un plus ancien de la fin de l’Âge du bronze (IXe siècle av. J.-C.) présentant en façade un habillage de pierres calcaires entre des poutres verticales en bois, de type murus gallicus.
Une prospection géophysique a permis d'identifier des vestiges d’habitat et a révélé l'existence d'un ensemble pré-urbain, rare au nord des Alpes à cette époque, qui témoigne d’une société structurée et hiérarchisée. La fouille du plus grand bâtiment a été achevée en 2007. Considéré un temps comme un palais princier, celui de la Dame de Vix, il est désormais reconnu comme un bâtiment public, ayant des fonctions de temple, de lieu de justice et de lieu d'assemblées publiques, à l'image d'une basilique antique.
Situé au centre de cette implantation pré-urbaine, le bâtiment est de plan rectangulaire à travées régulières, terminé sur son petit côté à l'ouest par une abside et ouvert sur le côté opposé par un large porche de six mètres de large sur quatre de haut, fermé par une porte à double battant. Il mesure 35 m de long sur 21,50 m de large. L'abside est fermée par une galerie semi-circulaire de colonnes de bois, comme dans un temple grec antique dont il faut franchir deux façades pour accéder au sanctuaire. Le toit est en bardeaux de chêne et les murs en clayonnage recouverts de torchis enduit de badigeon rouge.

## Galerie

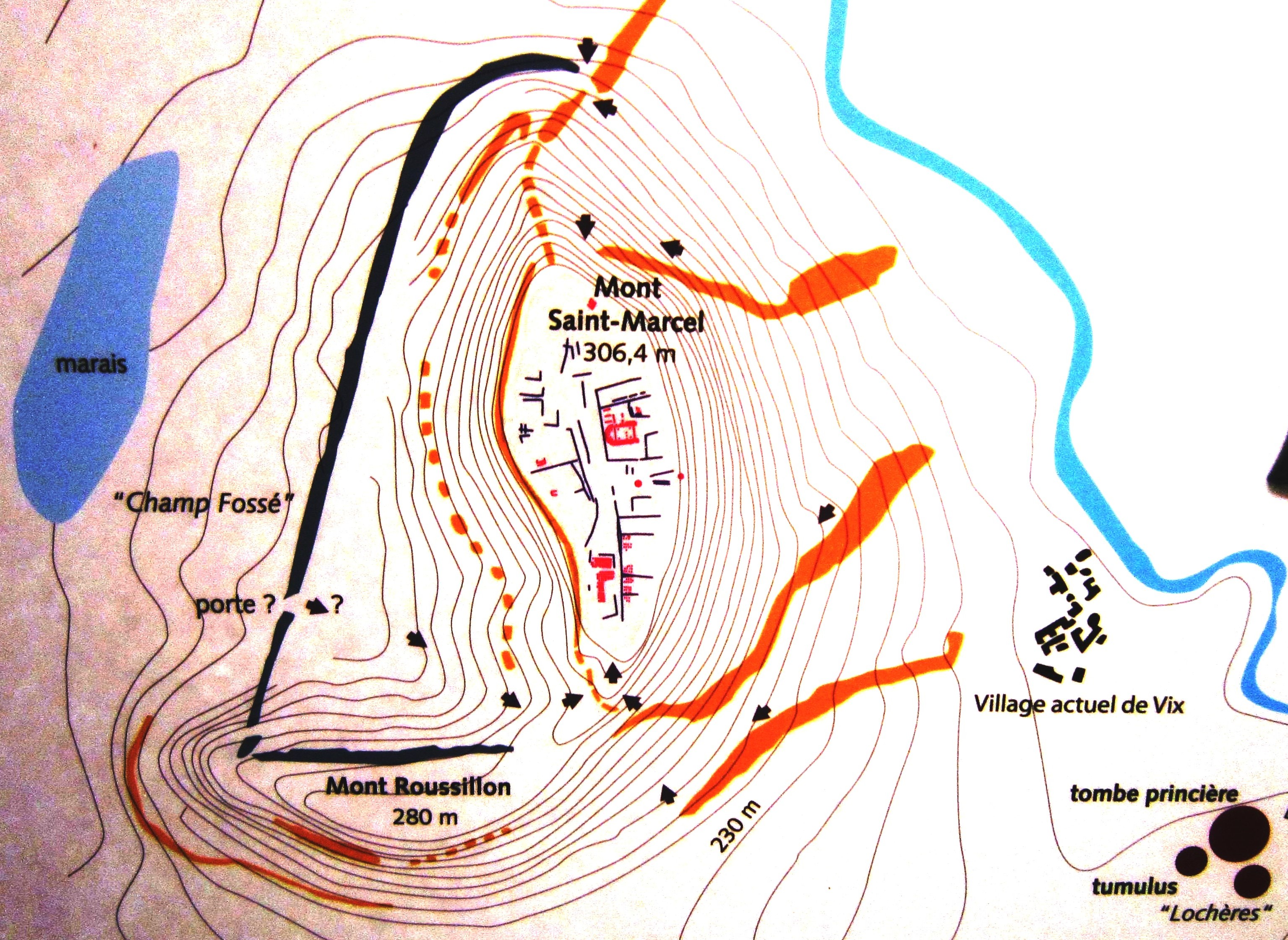
Plan du mont Lassois (musée du Pays châtillonnais)
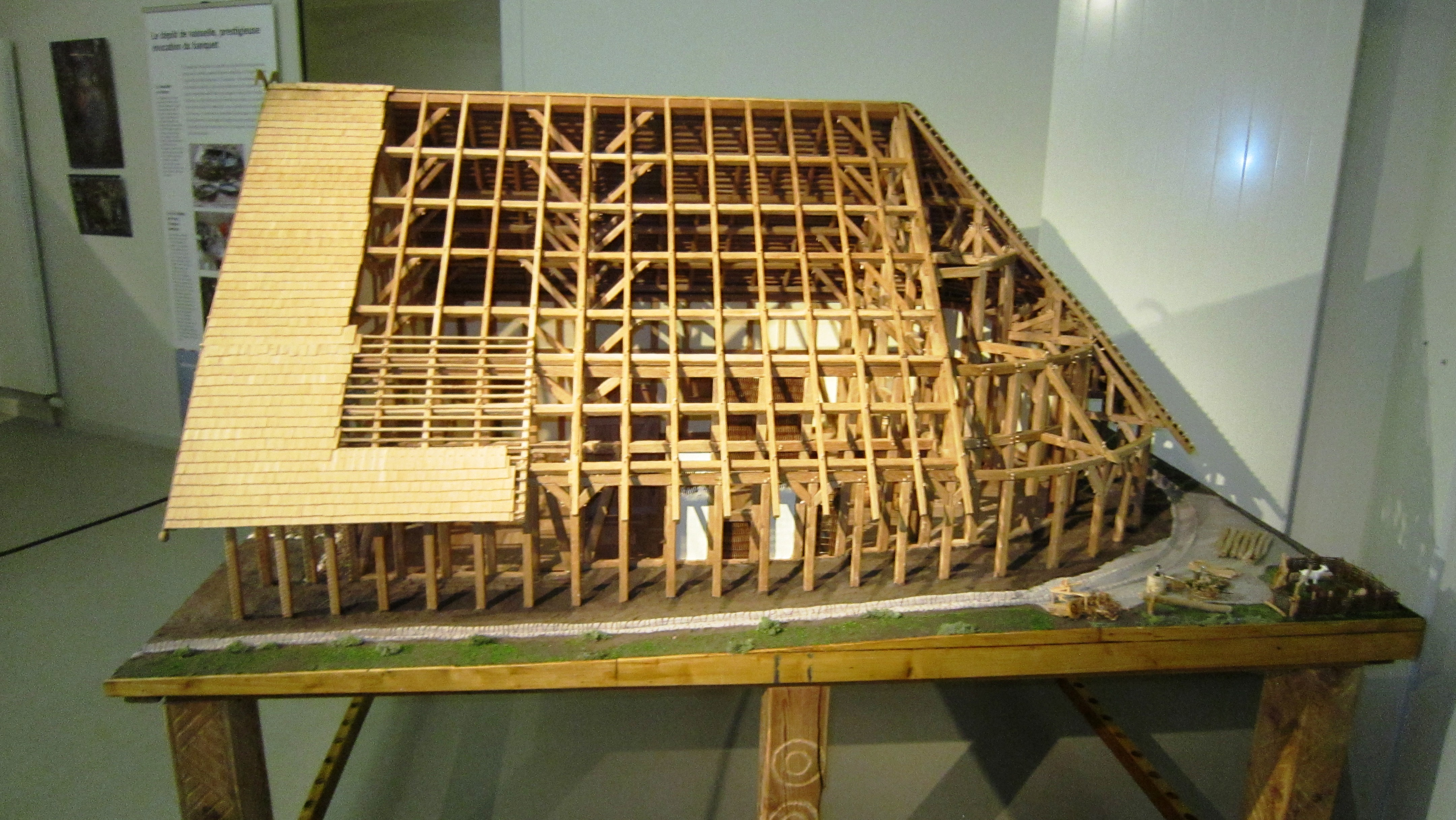
Maquette du bâtiment public (musée du Pays châtillonnais)
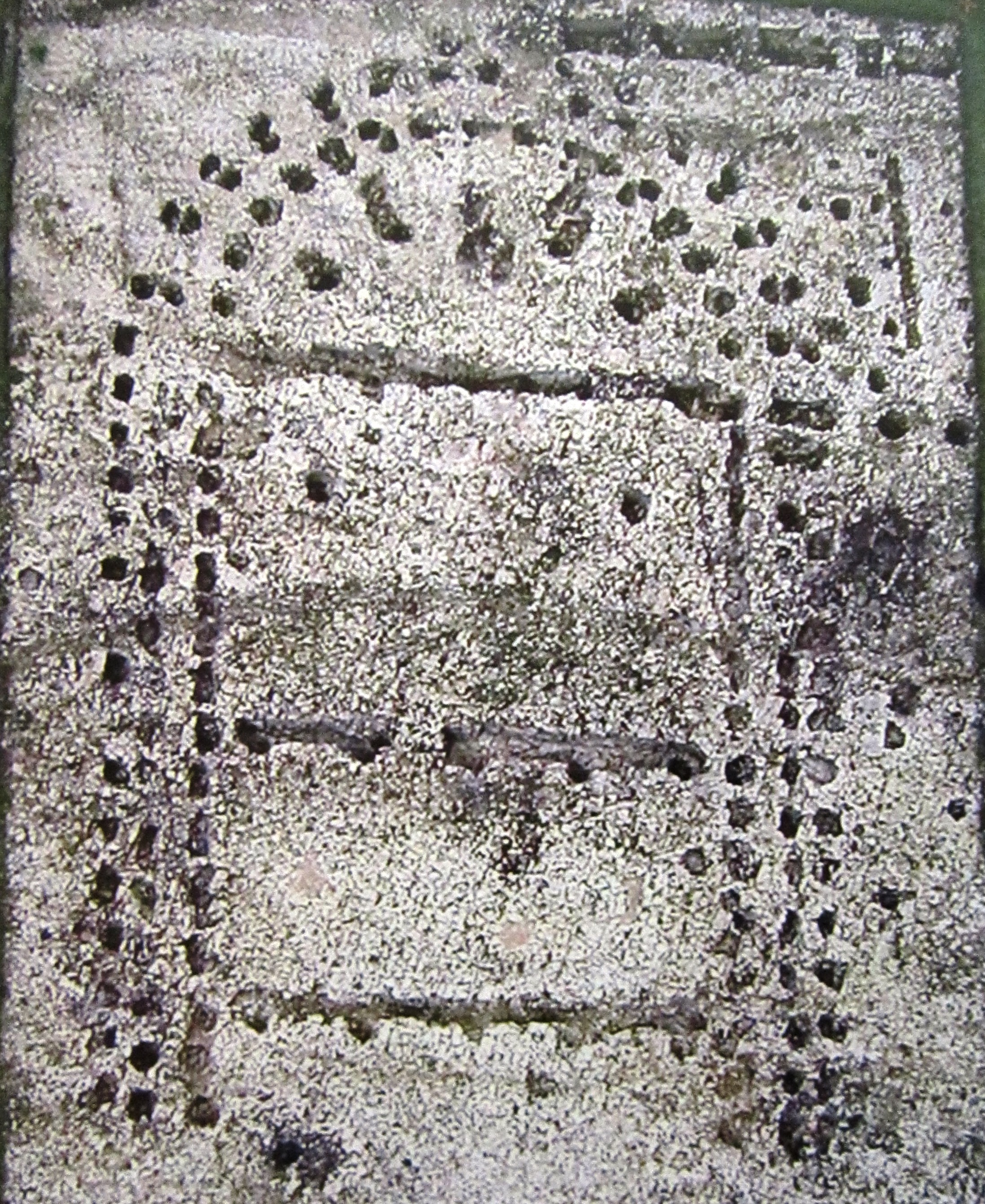
Relevé des poteaux du bâtiment public
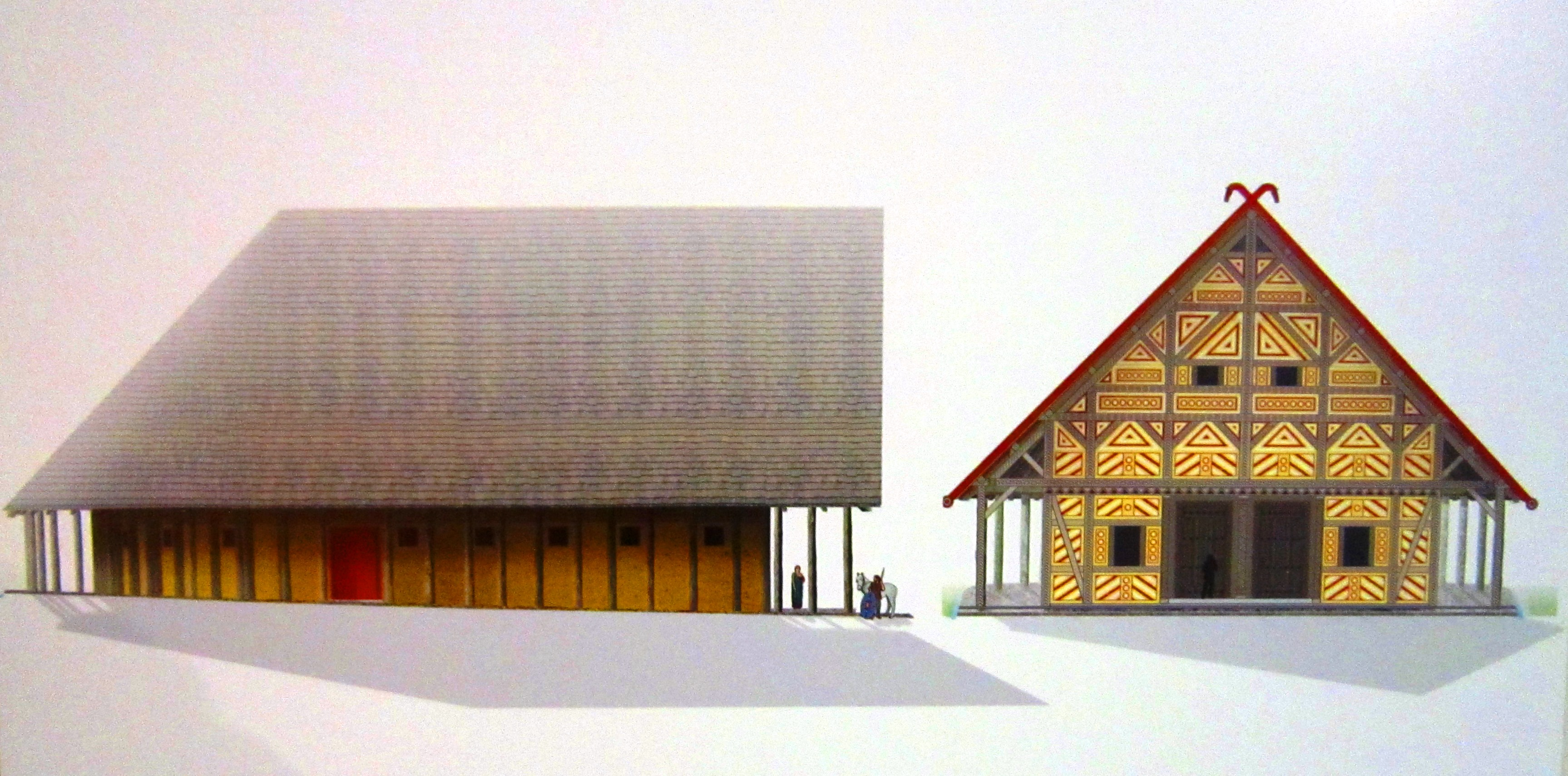
Reconstitution du bâtiment public (musée du Pays châtillonnais)